# هیو فلئوری
هیو فلئوری (انگلیسی: Hugh of Fleury)، راهب بندیکتی و نویسنده کلیسایی فرانسوی بود. وی مؤلف یونیوِرسیال کِرونیکا و نیز تاریخ‌های مفصلی دربارهٔ کلیسا و پادشاهان فرانسه و … است. کتاب گشتا نوشته مؤلف گمنام الهام‌بخش وی شد و وی را برانگیخت تا چندین باب از وقایع‌نامه خویش را به بیان شرح حال صلیبیون و عملکرد آنها در جنگ صلیبی اول اختصاص دهد.